# Gobius bucchichi
El rasposo (Gobius bucchichi) es una especie de pez perciforme de la familia Gobiidae. No se reconocen subespecies.

## Descripción
- Los machos pueden llegar a alcanzar los 10 cm de longitud total.
- El cuerpo es cilíndrico y comprimido al pedúnculo caudal.
- La piel es mucosa y lo protege de los tentáculos urticantes de las ortigas de mar o anémonas.
- Por delante los orificios nasales hay unos pequeños tentáculos.
- La cabeza es grande y ancha con los ojos en la parte superior y la boca circular.
- Tiene dos aletas dorsales: la segunda mucho más larga que la primera y casi igual de larga que la anal. Las aletas pectorales tienen radios libres bien desarrollados. Las pélvicas se fusionan formando un disco. La caudal es redonda.
- Es de color marrón claro y gris con tonos amarillos y con una mancha grande y negra en la base de los pectorales. Tiene una mancha negra alargada que atraviesa los ojos.[2][3]

## Distribución
Se encuentra en la zona atlántica cercana al estrecho de Gibraltar y el mar Mediterráneo.

## Hábitat
Es bentónico y aparece asociado a la anémona de mar (Anemonia sulcata) dentro de los urticantes tentáculos (es el único pez del mar Mediterráneo que puede hacerlo). Prefiere los fondos arenosos y rocosos litorales hasta los 30 m de profundidad y con una temperatura del agua entre los 15 y los 24 °C.

## Comportamiento
Alcanza la madurez sexual en el primer año de vida y la época de reproducción tiene lugar entre los meses de marzo a mayo.
Su alimentación se compone de crustáceos de pequeño tamaño, moluscos, poliquetos y algas.

## Conservación
No se encuentra en la Lista Roja de la UICN. 

## Relación con el hombre
Es inofensivo para el hombre. 